# コリマ川

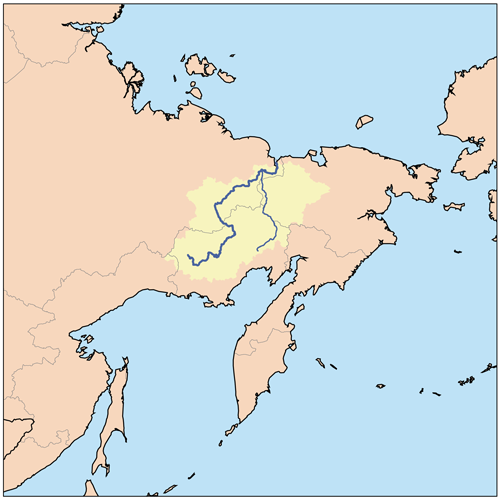
流域

コリマ川（コリマがわ、ロシア語: Колыма́、サハ語: Халыма、エヴェン語:Кӯлу）は、ロシアのシベリア北東部、マガダン州からサハ共和国、チュクチ自治管区を流れる川。

## 地理

### 流域
水源はオホーツク海の港町マガダンのすぐ北にある山地で、北極海の一部である東シベリア海へと注ぐ。山地を出た後は無数の湖沼のある湿地帯・コリマ低地を蛇行し、途中でオモロン川などの大きな支流をあわせる。

### 支流
- オモロン川
- バハプチャ川

### 都市
主な町は上流のマガダン州にあるデビン、河口付近の港チェルスキーのほか、コリマ川地方の古くからの中心地である中流のスレドネコリムスクの町がある。

## 気候
年に250日は、水面下数メートルまで凍結する。凍結していない時期は6月初めから10月までの間だけである。
流域のコリマ（コルィマ）地方は永久凍土とツンドラに覆われ、冬の気温は-19度から-38度、夏の気温は3度から16度と低温である。

## 歴史

### 流域開発
流域にはチュクチ族、ユカギール族、エヴェン族などの先住民が住むが、早い時期にロシア人の毛皮商人が入り、ロシア帝国に併合された。
その下流の姿は長年謎だったが、1820年にはフェルディナント・フォン・ウランゲルにより流域が調査され、下流はアメリカ大陸や未知の島などの陸地ではなくすべて海であることが明らかになった。
1892年からエドゥアルド・トーリ（Baron Eduard Von Toll）がロシア科学アカデミーの依頼でコリマ川など極東の河川の流域調査に出発し、1年余りで流域の広い範囲の地理を調査した。

### 政治犯の流刑地
ヨシフ・スターリンの時代、1932年から1954年にかけてコリマ地方には多数のグラグ（強制労働収容所）が建設された。政治犯は、連邦各地から沿海州のマガダンまでの海路を経てこの流域に送り込まれ、コルィマ鉱山（金鉱、砂金採掘）、道路建設、材木伐採などの重労働に従事させられた。特にマガダンからコリマ川上流を経てヤクーツクに向かう「コルィマ街道」沿道の収容所群で多数の人々が命を落とした。この体験はヴァルラーム・シャラーモフの『コルィマ物語』などに描かれている。

### シベリア抑留
また、第二次世界大戦後には、多くの日本兵がシベリア抑留により、流域各所の収容所で命を落としている。

## 資源
金、銀、銅、プラチナ、タングステン、石炭、石油など天然資源は非常に豊富なことで知られる。

## 住民

### 民族
ロシア人、チュクチ族、ユカギール族、エヴェン族などが住む。